# Andrij Kurkov
Andrij Jurijovitj Kurkov (ukrainsk: Андрі́й Ю́рійович Курко́в, russisk: 'Андре́й Ю́рьевич Курко́в født 23. april 1961 i Budogosjtj i Leningrad oblast i Russiske SFSR) er en ukrainsk roman- og manuskriptforfatter. Kurkov har russisk statsborgerskab. Kurkovs tidlige litterære produktion er skrevet på russisk, men han har fra midten af 2010'erne udgivet skrevet den overvejende del af udgivelserne på ukrainsk. Han er medlem af, og tidligere formand for, PEN Ukraine.
Han er forfatter til 19 romaner, herunder bestselleren Døden og en pingvin, der er oversat til dansk. Han har tillige udgivet 9 børnebøger og omkring 20 dokumentar-, fiktions- og tv-filmmanuskripter.
Kurkov skrev første gang en børnebog på ukrainsk i 2014; eventyret "Den lille løveunge og Lviv-musen". Første fagbog for voksne skrevet på ukrainsk blev udgivet i 2017 og den første skønlitterære roman, Kljutji Mariji (da.: Marias nøgler, skrevet sammen med Jurko Vinnitjuk).

## Udvalgte værker oversat til dansk
- Døden og en pingvin udgivet på dansk i 2004.[11]
- Den ukrainske dagbog
- Grå bier
- God ven af liget